# Gavatx (Rivert)
Gavatx és una partida rural del terme municipal de Conca de Dalt, al Pallars Jussà, a l'antic terme de Toralla i Serradell, en territori del poble de Rivert.
Està situat a llevant de Rivert, a l'extrem oriental del territori d'aquest poble. És a l'esquerra del barranc del Solà. És al nord-oest del Serrat de Gavarnes, al vessant sud-occidental de la Serra de Ramonic. És al nord dels llocs d'Aspós i de Fornot.